# Cresancey
Cet article possède un paronyme, voir Cesancey.
Cresancey est une commune française située dans le département de la Haute-Saône, la région culturelle et historique de Franche-Comté et la région administrative Bourgogne-Franche-Comté.

## Géographie
La commune située dans un vallon est traversée par une rivière la Tenise.

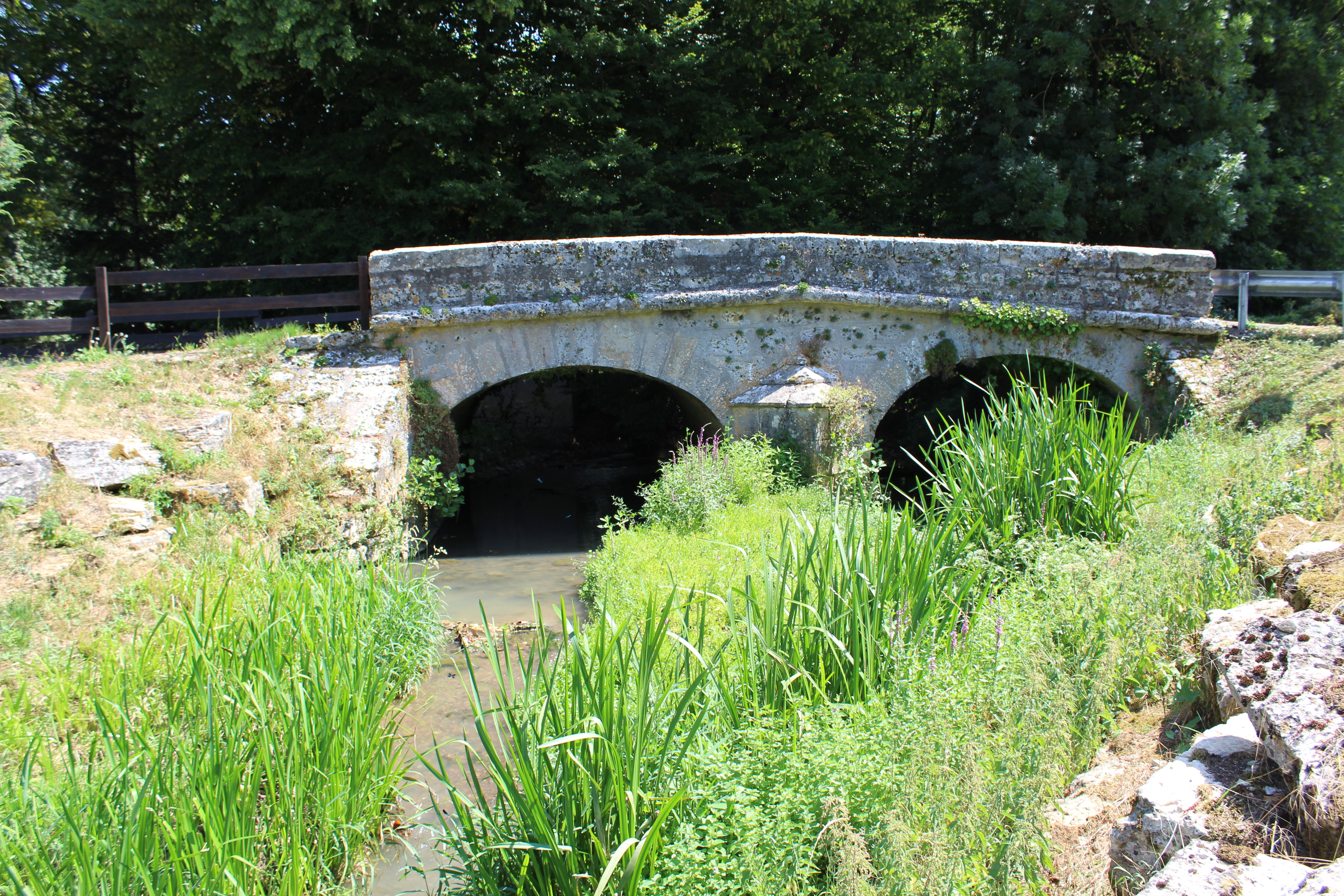
Vieux pont sur la Tenise.

### Climat
Pour des articles plus généraux, voir Climat de la Bourgogne-Franche-Comté et Climat de la Haute-Saône.
En 2010, le climat de la commune est de type climat des marges montargnardes, selon une étude du Centre national de la recherche scientifique s'appuyant sur une série de données couvrant la période 1971-2000. En 2020, Météo-France publie une typologie des climats de la France métropolitaine dans laquelle la commune est exposée à un climat semi-continental et est dans la région climatique  Lorraine, plateau de Langres, Morvan, caractérisée par un hiver rude (1,5 °C), des vents modérés et des brouillards fréquents en automne et hiver. 
Pour la période 1971-2000, la température annuelle moyenne est de 10,4 °C, avec une amplitude thermique annuelle de 17,5 °C. Le cumul annuel moyen de précipitations est de 955 mm, avec 12,6 jours de précipitations en janvier et 8,8 jours en juillet. Pour la période 1991-2020, la température moyenne annuelle observée sur la station météorologique de Météo-France la plus proche, « Cugney », sur la commune de Cugney à 6 km à vol d'oiseau, est de 11,2 °C et le cumul annuel moyen de précipitations est de 958,2 mm. 
La température maximale relevée sur cette station est de 40 °C, atteinte le 31 juillet 2020 ; la température minimale est de −17 °C, atteinte le 20 décembre 2009,,. 
Les paramètres climatiques de la commune ont été estimés pour le milieu du siècle (2041-2070) selon différents scénarios d'émission de gaz à effet de serre à partir des nouvelles projections climatiques de référence DRIAS-2020. Ils sont consultables sur un site dédié publié par Météo-France en novembre 2022.

## Urbanisme

### Typologie
Au 1er janvier 2024, Cresancey est catégorisée commune rurale à habitat dispersé, selon la nouvelle grille communale de densité à sept niveaux définie par l'Insee en 2022.
Elle est située hors unité urbaine. Par ailleurs la commune fait partie de l'aire d'attraction de Gray, dont elle est une commune de la couronne,. Cette aire, qui regroupe 63 communes, est catégorisée dans les aires de moins de 50 000 habitants,.

### Occupation des sols
L'occupation des sols de la commune, telle qu'elle ressort de la base de données européenne d’occupation biophysique des sols Corine Land Cover (CLC), est marquée par l'importance des forêts et milieux semi-naturels (60,6 % en 2018), une proportion identique à celle de 1990 (60,6 %). La répartition détaillée en 2018 est la suivante : 
forêts (60,6 %), terres arables (31,3 %), prairies (4,3 %), zones urbanisées (3,8 %). L'évolution de l’occupation des sols de la commune et de ses infrastructures peut être observée sur les différentes représentations cartographiques du territoire : la carte de Cassini (XVIIIe siècle), la carte d'état-major (1820-1866) et les cartes ou photos aériennes de l'IGN pour la période actuelle (1950 à aujourd'hui).

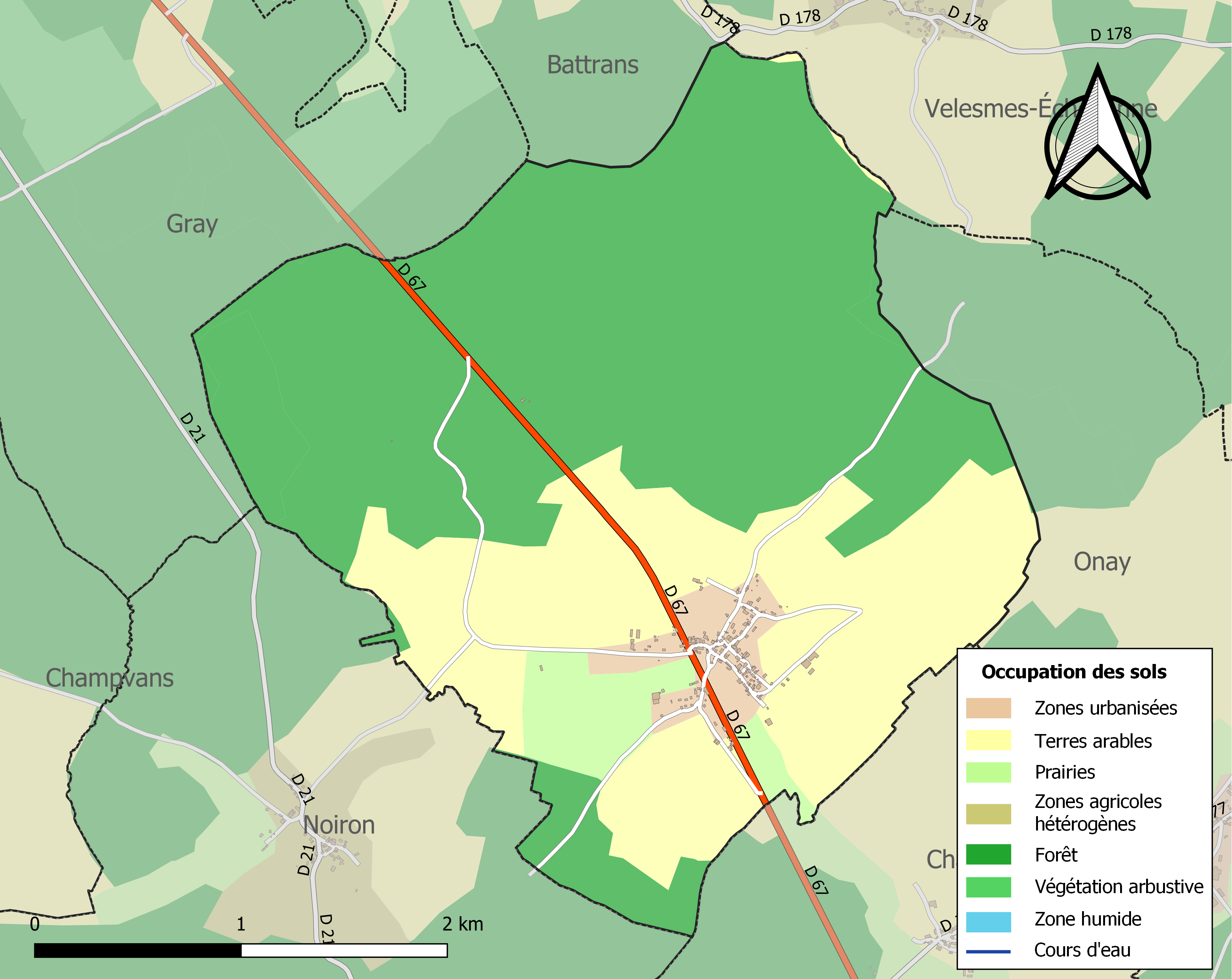
Carte des infrastructures et de l'occupation des sols de la commune en 2018 (CLC).

## Toponymie
Cresancey pourrait venir du mot « creuse » qui est un terme d’origine prélatine passé en roman et qui a pu désigner la vallée, (comme dans le Creusot en Bourgogne).

## Histoire
On a prétendu que l'histoire de Cresancey remontait à plusieurs millénaires, puisque des vestiges de l'âge du bronze y ont été retrouvés. Il s’est avéré malheureusement ... que le poignard en bronze « type du Rhône » à manche massif et à trois rivets ainsi que l’épée du type Mörigen trouvés dans une carrière de sable au lieu-dit  les Rougeots  légués au musée de Besançon étaient des faux.
L'existence du village est attestée en 1212, lorsque l'église est apportée à l'abbaye de Corneux.
L’existence du  premier seigneur portant le nom de Cresancey est mentionnée en 1274. Le village est affranchi en 1771 par le marquis de Choiseul et l'écuyer Jean Hugues Brulon, les coseigneurs.
Sous l'Ancien régime, la seigneurie était fractionnée en trois parties ou arrière-fiefs : 
- la seigneurie dite de « la Charme » ;
- la seigneurie dite de « Boignes » ;
- la seigneurie dite « de Molins »[réf. nécessaire].

À la suite de la baisse démographique, l'école a fermé en 1988.

## Politique et administration

### Rattachements administratifs et électoraux
La commune fait partie de l'arrondissement de Vesoul du département de la Haute-Saône, en région Bourgogne-Franche-Comté. Pour l'élection des députés, elle dépend de la première circonscription de la Haute-Saône.
Elle fait partie depuis 1801 du canton de Gray (dont la composition a été modifiée dans le cadre du redécoupage cantonal de 2014 en France, passant de 21 à 24 communes).

### Intercommunalité
La commune est membre  de la communauté de communes Val de Gray.

### Liste des maires
| Période                                  | Période                         | Identité                | Étiquette | Qualité                        |
| ---------------------------------------- | ------------------------------- | ----------------------- | --------- | ------------------------------ |
| Les données manquantes sont à compléter. |                                 |                         |           |                                |
|                                          | 1983                            | Michel Gabiot           |           |                                |
| 1983                                     | 1989                            | Michel Gete             |           |                                |
| 1989                                     | 1995                            | Jean-Yves Cousson       |           |                                |
| 1995                                     | 1998                            | Thierry Hayet           |           |                                |

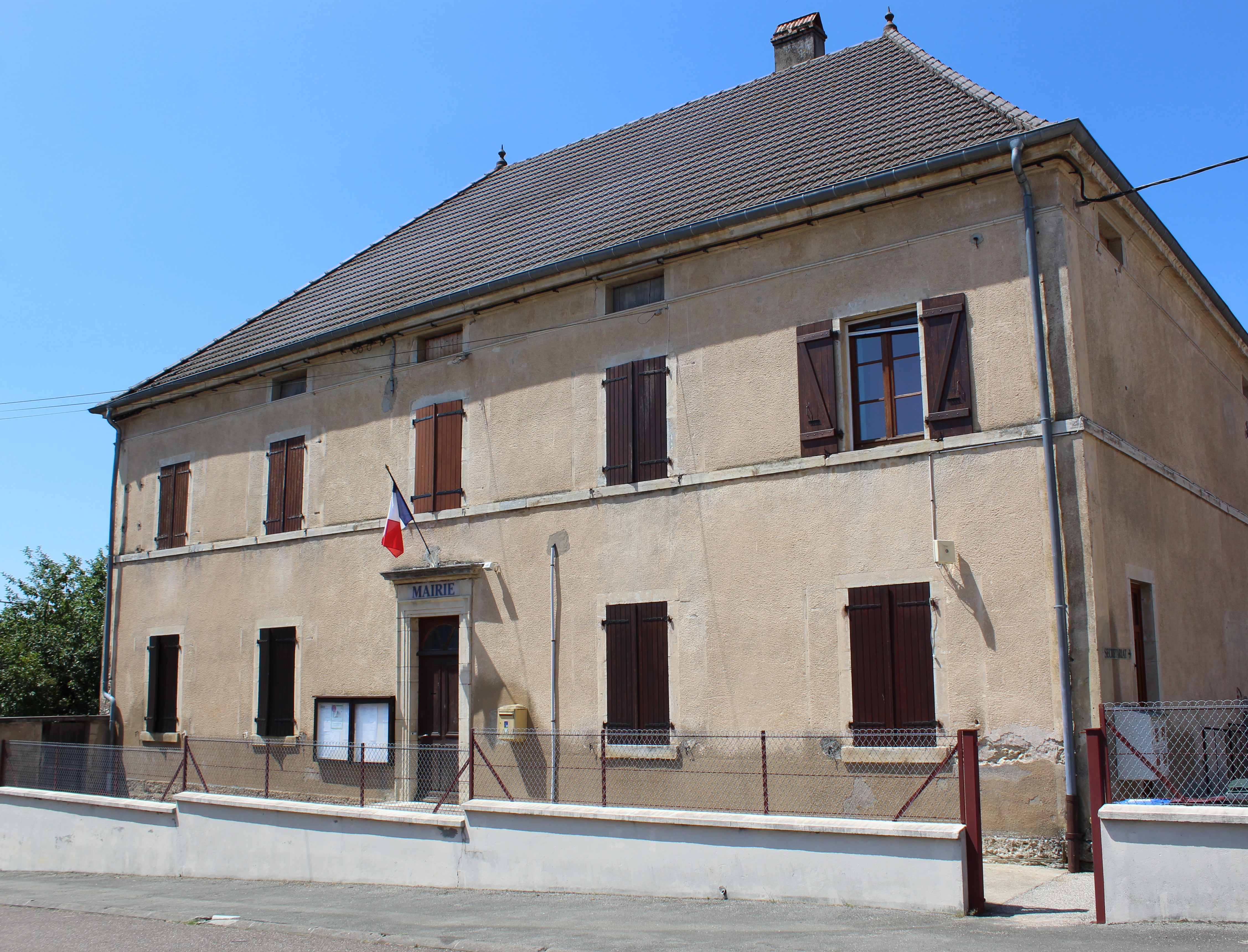
La mairie.

| 1998                                     | 2008                            | Marie Françoise Lambert |           |                                |
| 2008                                     | En cours (au 16 septembre 2015) | Marc Lambert            |           | Réélu pour le mandat 2020-2026 |

## Démographie
L'évolution du nombre d'habitants est connue à travers les recensements de la population effectués dans la commune depuis 1793. Pour les communes de moins de 10 000 habitants, une enquête de recensement portant sur toute la population est réalisée tous les cinq ans, les populations de référence des années intermédiaires étant quant à elles estimées par interpolation ou extrapolation. Pour la commune, le premier recensement exhaustif entrant dans le cadre du nouveau dispositif a été réalisé en 2006.

En 2022, la commune comptait 183 habitants, en évolution de +0,55 % par rapport à 2016 (Haute-Saône : −1,4 %, France hors Mayotte : +2,11 %).
| 1793 | 1800 | 1806 | 1821 | 1831 | 1836 | 1841 | 1846 | 1851 |
| ---- | ---- | ---- | ---- | ---- | ---- | ---- | ---- | ---- |
| 304  | 387  | 401  | 373  | 437  | 463  | 429  | 418  | 426  |

| 1856 | 1861 | 1866 | 1872 | 1876 | 1881 | 1886 | 1891 | 1896 |
| ---- | ---- | ---- | ---- | ---- | ---- | ---- | ---- | ---- |
| 344  | 355  | 342  | 302  | 316  | 306  | 283  | 263  | 255  |

| 1901 | 1906 | 1911 | 1921 | 1926 | 1931 | 1936 | 1946 | 1954 |
| ---- | ---- | ---- | ---- | ---- | ---- | ---- | ---- | ---- |
| 262  | 239  | 237  | 203  | 202  | 180  | 179  | 195  | 207  |

| 1962 | 1968 | 1975 | 1982 | 1990 | 1999 | 2006 | 2011 | 2016 |
| ---- | ---- | ---- | ---- | ---- | ---- | ---- | ---- | ---- |
| 216  | 203  | 198  | 189  | 178  | 212  | 179  | 192  | 182  |

| 2021 | 2022 | - | - | - | - | - | - | - |
| ---- | ---- | - | - | - | - | - | - | - |
| 184  | 183  | - | - | - | - | - | - | - |

D'après les recensements nominatifs de 1654, 1657 et 1666, après la Guerre de Dix Ans, l'épisode comtois de la Guerre de Trente Ans, la population du village n'était que de 79 personnes (18 ménages)

## Culture locale et patrimoine

### Lieux et monuments
Château
Le château de Cresancey, propriété privée (place forte médiévale ?) a été reconstruit au XIXe siècle. On peut y voir encore une tour médiévale.
Église Saint-Étienne
Elle est sous le patronage de saint Étienne, construite au XVIIIe siècle, avec son clocher comtois à l'impériale, contient un grand retable en bois doré et sculpté du XVIIe siècle, des retables de Notre-Dame du Rosaire et de saint Sébastien, des toiles et notamment un tableau représentant la Sainte Famille et saint Jean-Baptiste et du mobilier du XVIIIe siècle ainsi que de nombreuses pierres tombales anciennes. Devant l'église, la petite croix en fer forgé date elle aussi du XVIIIe siècle.

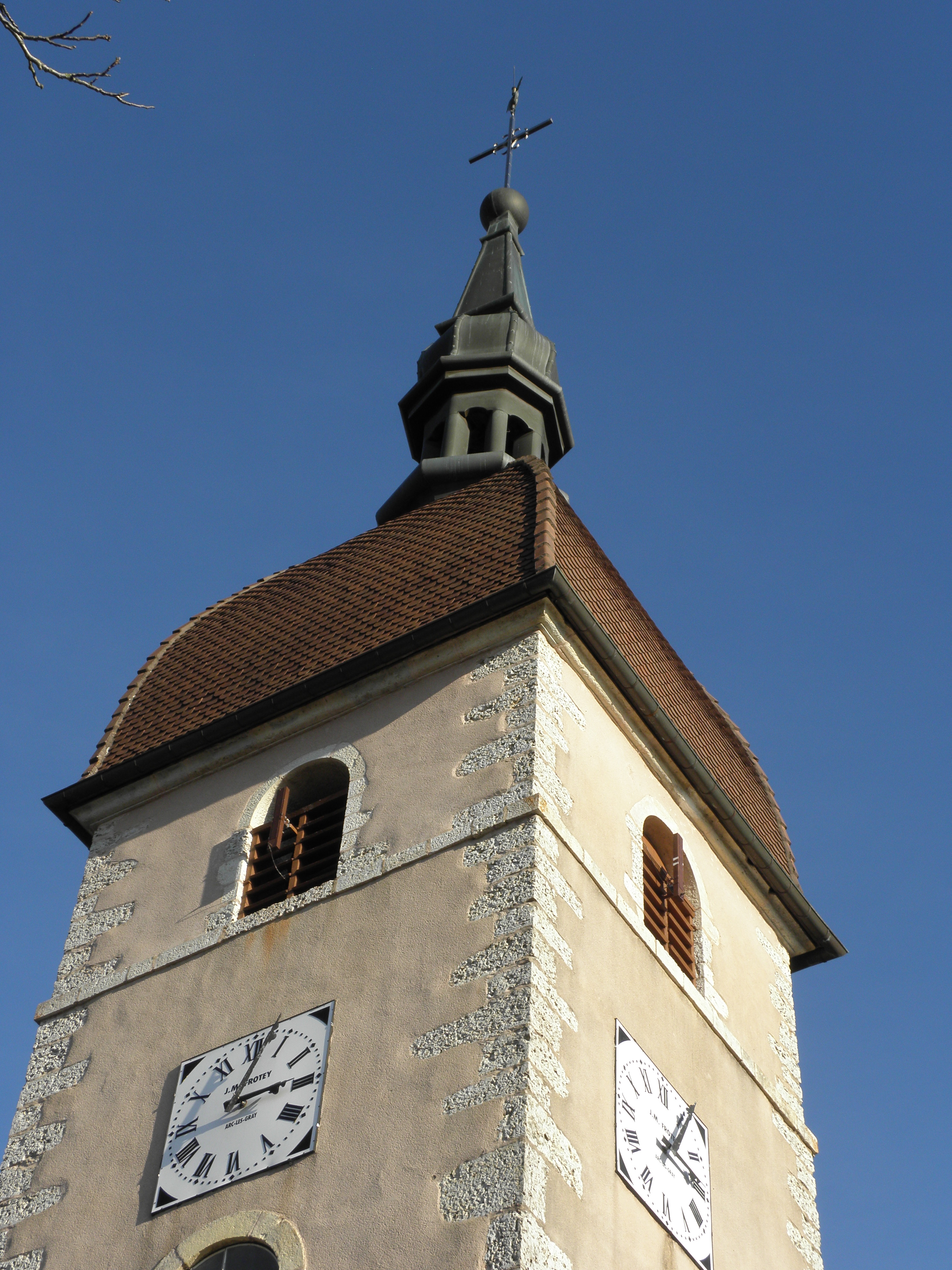
Le clocher et son clocheton.
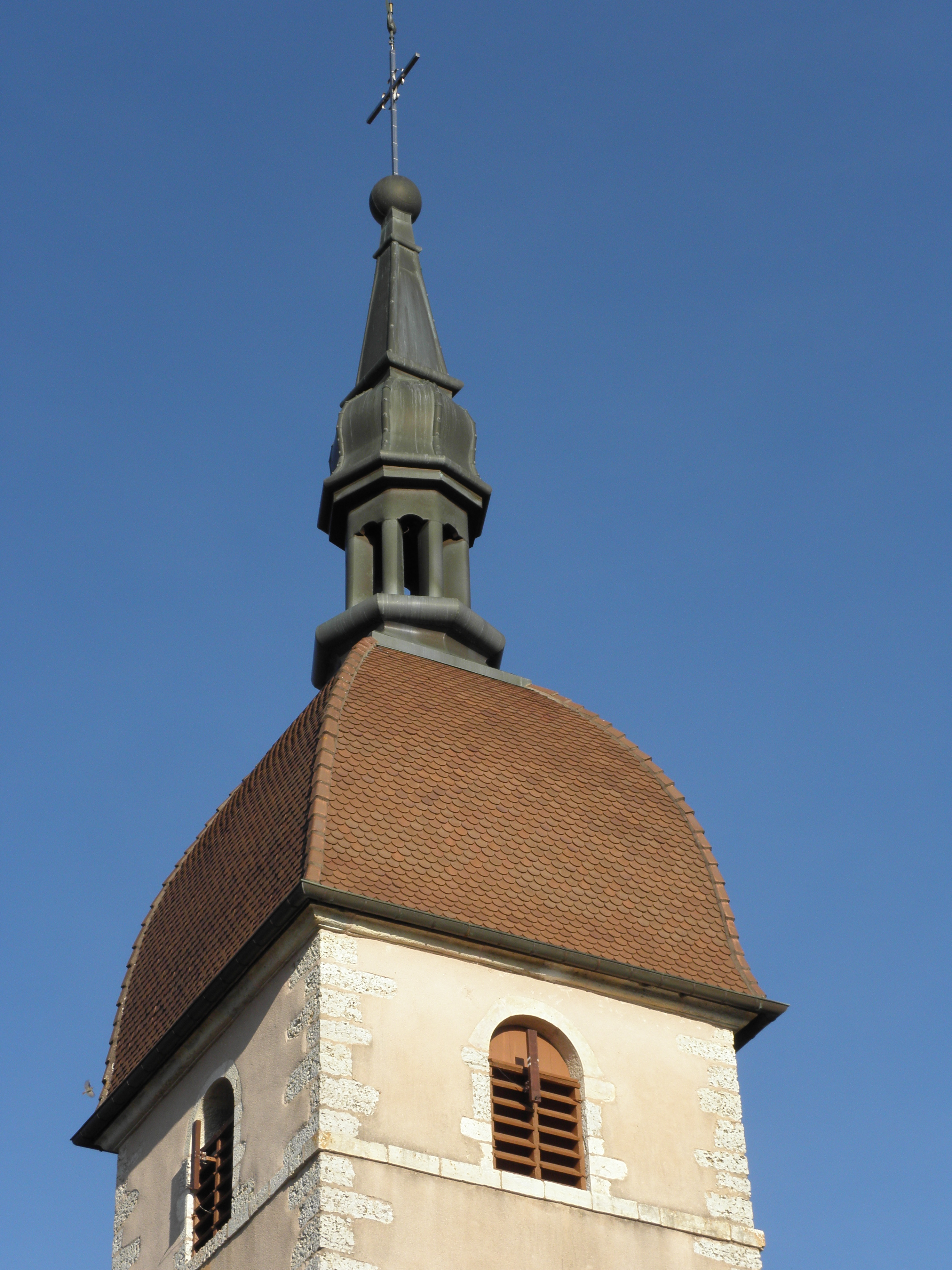

Fontaine-lavoir

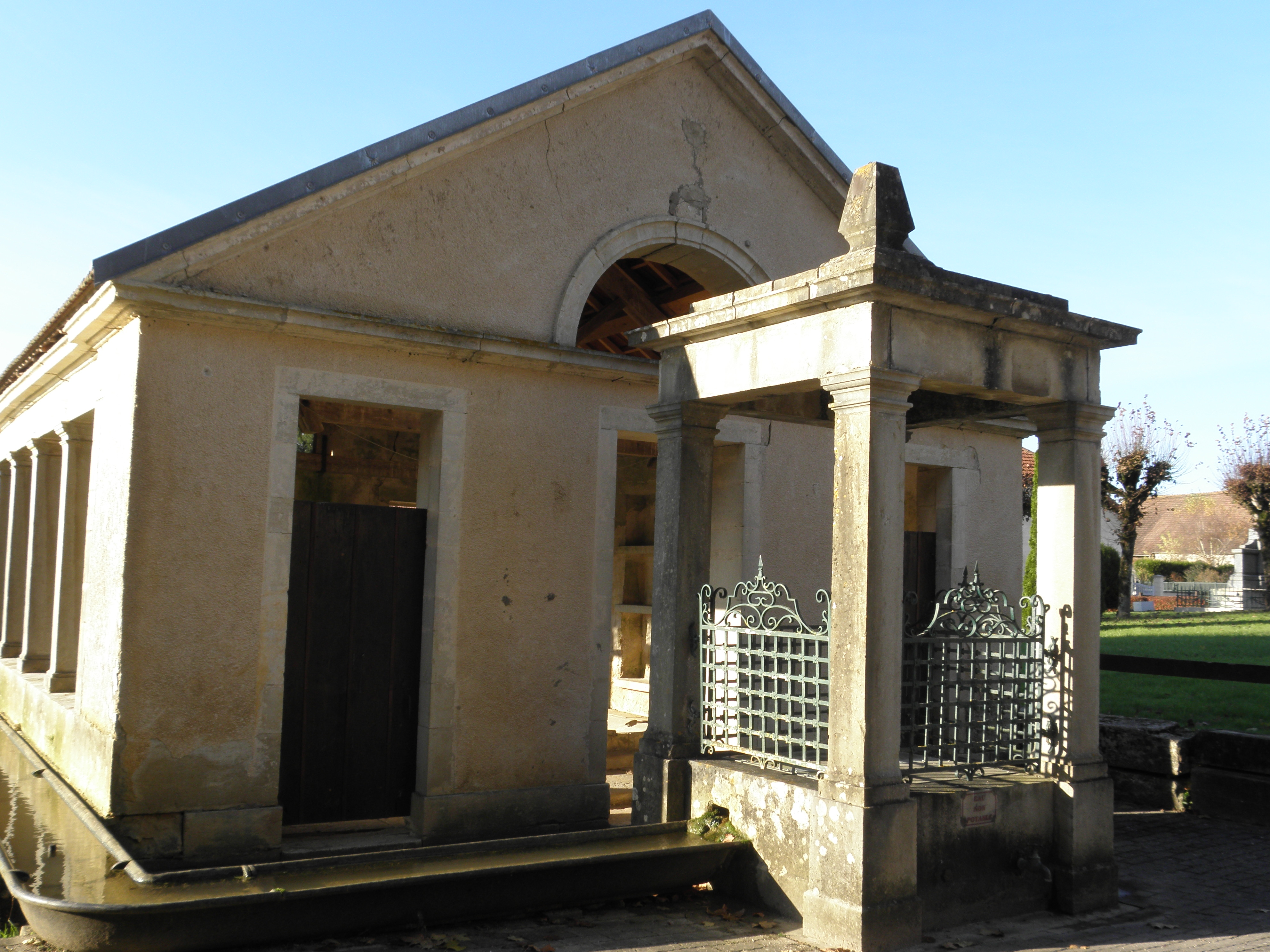
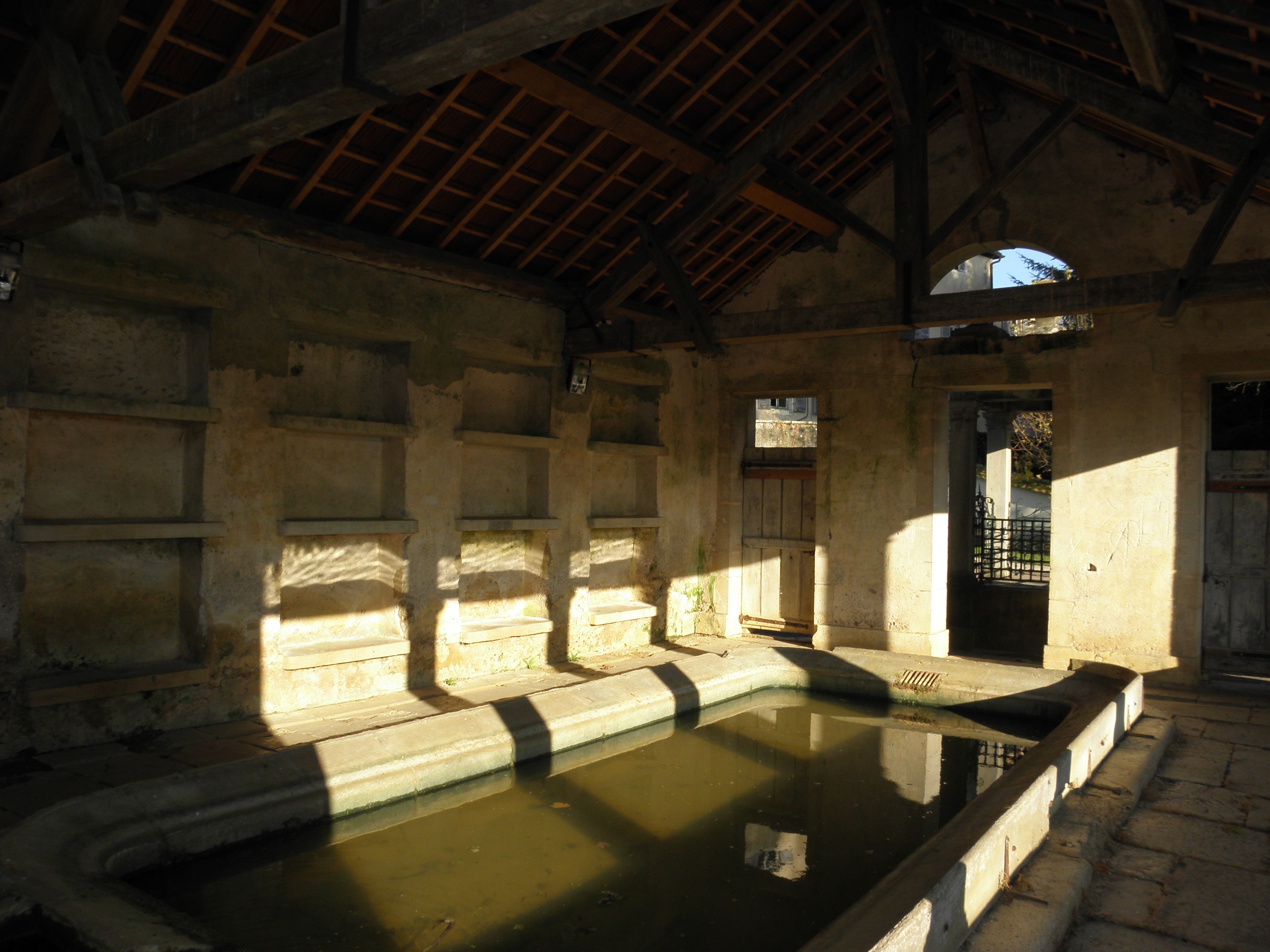
L'intérieur du lavoir.
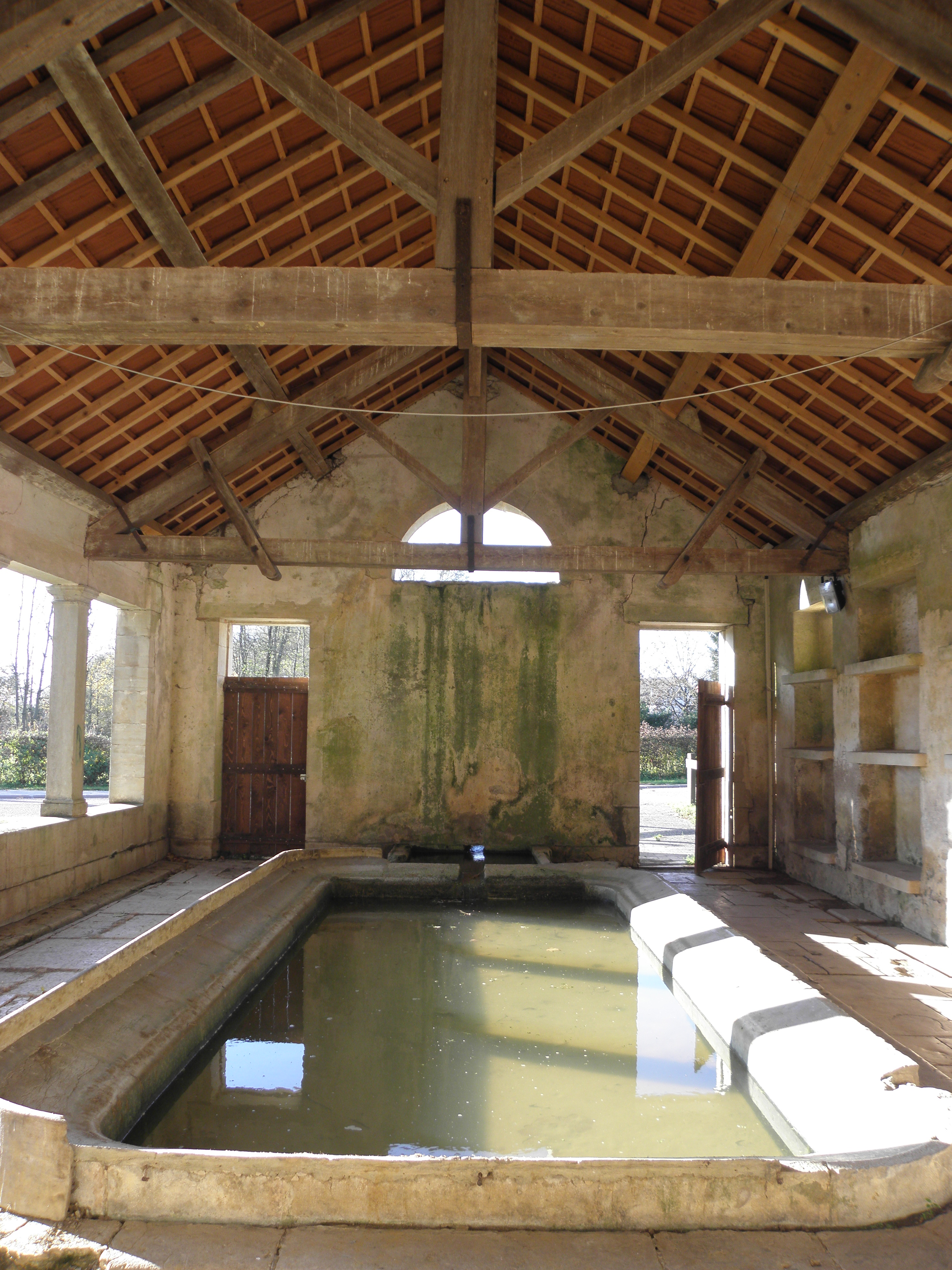
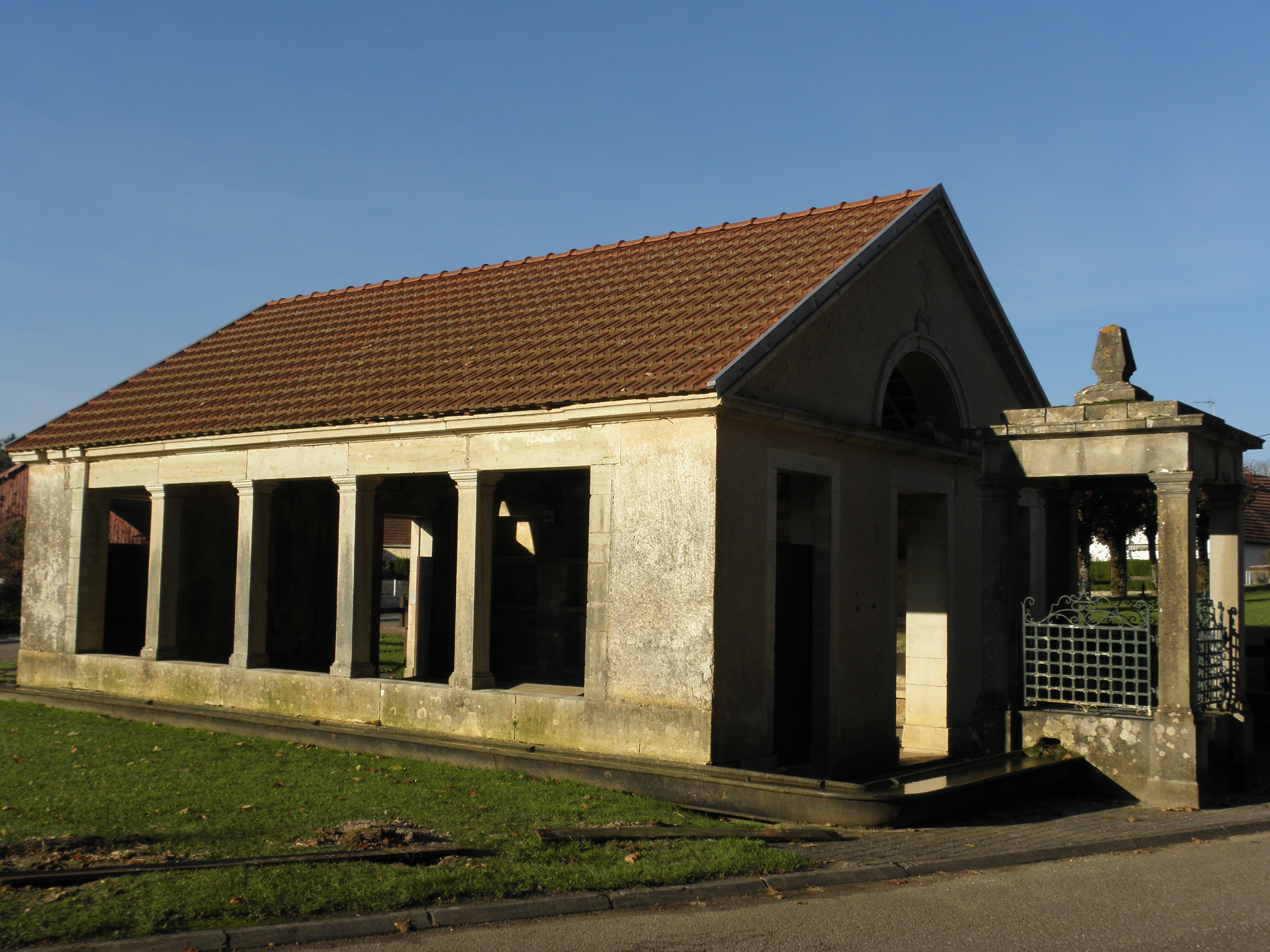
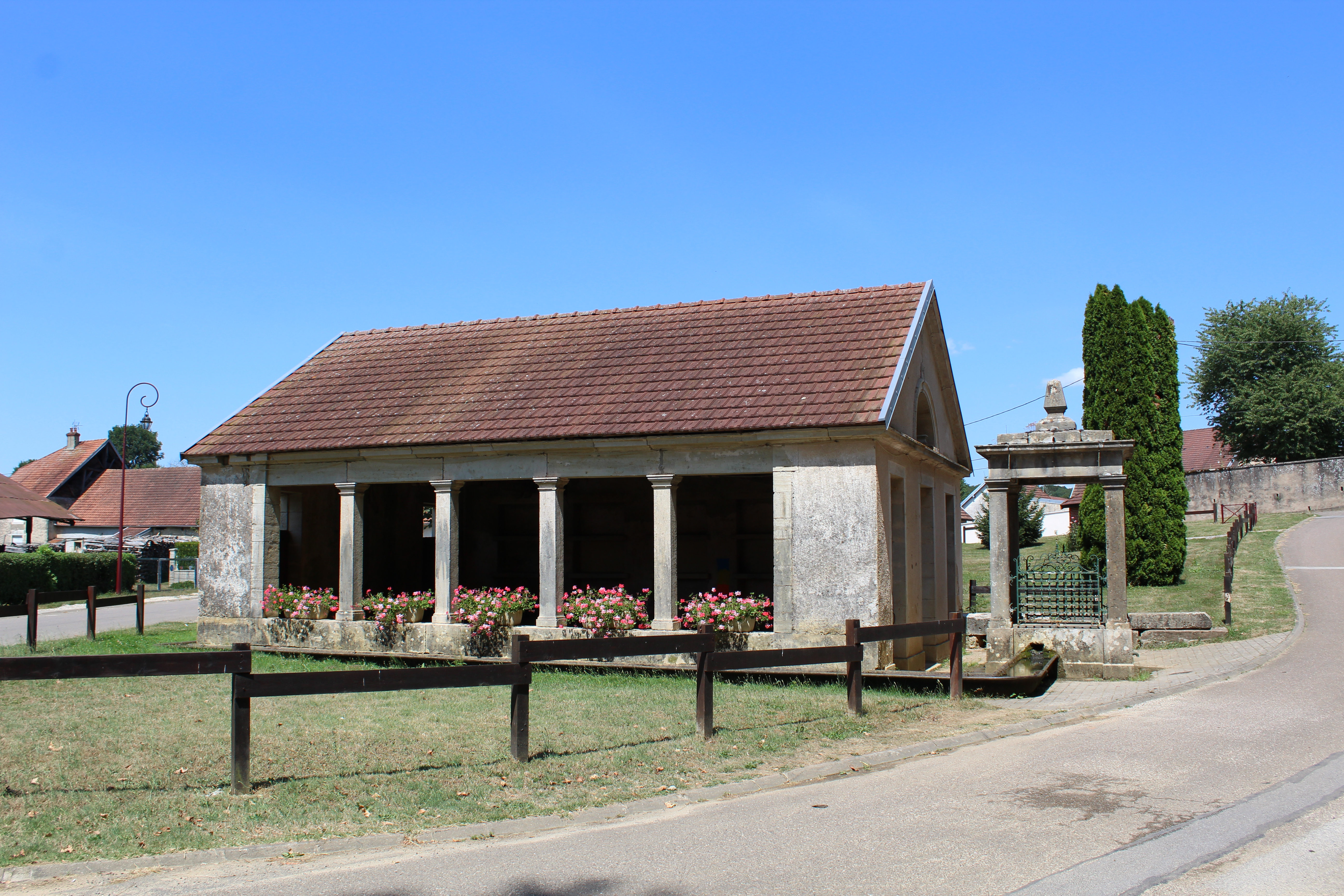

### Héraldique
| Blason de Cresancey | Blason  | De sinople à la bordure dentelée d'or.           |
| Blason de Cresancey | Détails | Le statut officiel du blason reste à déterminer. |